# هیو دوم قبرس
هیو دوم قبرس (انگلیسی: Hugh II of Cyprus؛ ۱۲۵۲/۱۲۵۳ – ۱۲۶۷)× پادشاه قبرس از خاندان لوزینیان از سال ۱۲۵۳ تا ۱۲۶۷ و نایب جکومت پادشاهی اورشلیم برای ۵ سال بود. وی همچنین فرزند هنری یکم قبرس و پلیسانس انطاکیه  و همسر ایزابلا، حاکم بیروت از خاندان ابلین بود. 
وی پس از مرگ پدرش در سال ۱۲۵۳ در حالی که تازه متولد شده بود، به جانشینی وی منصوب شد اما چون به سن قانوین نرسیده بود، مادرش نیابت او را برعهده گرفت. در همین سال کنرادین، پادشاه اورشلیم، وارثی نداشت به همین خاطر جانشینی وی به نزدیک‌ترین خویشاوندش یعنی هیو رسید. وی نیز پسر هنری انطاکیه، هیو، را به حکومت قبرس گماشت. با مرگ ایزابلا در سال ۱۲۶۴ و اختلافاتی بر سر حکومت در قبرس و اورشلیم به وجود آمد.